# Ann Harding
Ann Harding, eg. Dorothy Walton Gatley, född 7 augusti 1902 i San Antonio, Texas, död 1 september 1981 i Sherman Oaks, Kalifornien, var en amerikansk skådespelare. Harding filmdebuterade 1929 och medverkade i 70 filmer och TV-produktioner. På 1920-talet var hon även skådespelare på Broadway och hade stor framgång i pjäsen Tarnish som spelades i mer än ett halvår. Harding har två stjärnor på Hollywood Walk of Fame, en för film och en för TV.

## Biografi

### Uppväxt
Harding föddes som Dorothy Walton Gatley vid Fort Sam Houston i San Antonio, Texas, som dotter till George G. Gatley och Elizabeth "Bessie" Crabb. Eftersom hennes far hade en karriär som arméofficer, reste hon ofta under hennes tidigare år. Hennes far var född i Maine och tjänstgjorde i amerikanska expeditionskåren i första världskriget. Han dog i San Francisco, Kalifornien 1931. Hon växte upp i East Orange, New Jersey och utexaminerades från East Orange High School. Harding gick sedan på Bryn Mawr College i Bryn Mawr, Pennsylvania.

### Karriär
Efter skolan fick hon anställning som manusläsare. Hon började skådespela och gjorde hennes Broadway-debut 1921. Hon blev snart en trogen huvudrollsinnehavare, som höll sig i form med hjälp av Sylvia of Hollywood Hon hade framstående roller på Pittsburgh teater under en tid, uppträdde med Sharp Company och startade senare The Nixon Players med Harry Bannister. År 1929 gjorde hon sin filmdebut i Paris Bound, där hon spelade mot Fredric March. År 1931 blev hon nominerad till en Oscar för bästa kvinnliga huvudroll för sin roll i Holiday.
Först under kontrakt med Pathé, som sedan köptes upp av RKO, medverkade Harding, (som lanserades som studions "svar" till MGM:s superstjärna Norma Shearer), med Ronald Colman , Laurence Olivier, Myrna Loy, Herbert Marshall, Leslie Howard, Richard Dix, och Gary Cooper, och lånades ofta ut till andra studior, såsom MGM och Paramount. På RKO bestod Harding, tillsammans med Helen Twelvetrees och Constance Bennett, av en trio som specialiserat sig på en "kvinnofilm"-genre.
Hennes framträdanden hyllades ofta av kritikerna, som sa att hennes hängivenhet och scenvana var stora tillgångar till det då nya mediet "talfilm". Hardings andra film var Her Private Affair, där hon porträtte en hustru med tvivelaktig moral. Filmen var en enorm kommersiell framgång. Under denna period ansågs hon allmänt vara en av filmhistoriens vackraste kvinnor, med sitt höftlånga blonda hår som ett av hennes mest kända fysiska attribut. Hennes filmer under sin tid med mest framgång inkluderar The Animal Kingdom, Peter Ibbetson, When Ladies Meet, The Flame Within, och Biography of a Bachelor Girl. Harding blev dock så småningom stereotypiserad som  den oskyldiga, självuppoffrande unga kvinnan. Efter ljumma recensioner från både kritiker och allmänheten för flera av hennes filmer från den senare delen av 1930-talet, fick henne så småningom att sluta göra filmer, när hon gifte sig med dirigenten Werner Janssen 1937. Dock återvände hon 1942 för att göra Eyes in the Night och att ta biroller i andra filmer. År 1956 spelade hon mot Fredric March igen, denna gång i The Man in the Gray Flannel Suit.
1960 gjorde hon en återkomst till Broadway efter en frånvaro på årtionden - hon hade senast gjort det 1927. År 1962 spelade hon i General Seeger, regisserad av och med George C. Scott, och 1964 framträdde hon i Abraham Cochrane. Båda produktioner hade korta körningar, där den tidigare föreställningen bara hade tre föreställningar, (inklusive förhandsvisningar). Harding gjorde sin sista roll 1965 i ett avsnitt av Ben Casey, innan hon pensionerade sig från skådespelandet.

### Privatliv
Harding gifte sig med skådespelaren Harry Bannister 1926. De fick ett barn tillsammans innan de skilde sig 1932. Deras dotter Jane föddes 1928 och dog i december 2005. År 1937 gifte sig Harding med Werner Janssen, den berömda dirigenten. Janssen och Harding levde tillsammans i ett antal städer, innan de flyttade till i Kalifornien för att arbeta närmare med Hollywood. Paret skilde sig 1962. Hennes dödsattest angav att hon också hade en adoptivdotter, Grace Kaye Harding.

### Död
Den 1 september 1981 dog Harding vid 79 års ålder i Sherman Oaks, Kalifornien. Efter kremeringen blev hennes urna placerad på Forest Lawn Memorial Park i Hollywood Hills, Kalifornien.
För hennes bidrag till film- och TV-industrin, har hon två stjärnor på Hollywood Walk of Fame, som ligger på 6201 (film) och 6840 Hollywood Boulevard (TV).

## Broadway
| Datum                               | Produktion              | Roll           |
| ----------------------------------- | ----------------------- | -------------- |
| 3 oktober 1921 – oktober 1921       | Like a King             | Phyllis Weston |
| 1 oktober 1923 – maj 1924           | Tarnish                 | Letitia Tevis  |
| 8 september 1924 – september 1924   | Thoroughbreds           | Sue            |
| 7 oktober 1925 – december 1925      | Stolen Fruit            | Marie Millais  |
| 23 mars 1926 – april 1926           | Schweiger               | Anna Schweiger |
| 28 september 1926 – mars 1927       | The Woman Disputed      | Marie-Ange     |
| 19 september 1927 – oktober 1927    | The Trial of Mary Dugan | Mary Dugan     |
| 28 februari 1962 – 1 mars 1962      | General Seeger          | Rena Seeger    |
| 17 februari 1964 – 17 februari 1964 | Abraham Cochrane        | Myra Holliday  |

## Filmografi

### Filmer
| År   | Film                         | Roll                            | Notering                                                                   |
| ---- | ---------------------------- | ------------------------------- | -------------------------------------------------------------------------- |
| 1929 | Paris Bound                  | Mary Hutton                     |                                                                            |
| 1929 | Her Private Affair           | Vera Kessler                    |                                                                            |
| 1929 | Mannen som stal kärlek...    | Madame Vidal                    | Amerikansk omarbetad titel: Condemned to Devil's Island, med Ronald Colman |
| 1930 | Holiday                      | Linda Seton                     | Nominerad – Oscar för bästa kvinnliga huvudroll                            |
| 1930 | The Girl of the Golden West  | Minnie                          |                                                                            |
| 1931 | East Lynne                   | Lady Isabella                   | Blev nominerad till en Oscar för bästa film                                |
| 1931 | Devotion                     | Shirley Mortimer                |                                                                            |
| 1932 | Prestige                     | Therese Du Flos Verlaine        |                                                                            |
| 1932 | Westward Passage             | Olivia Van Tyne Allen Ottendorf | Med Laurence Olivier                                                       |
| 1932 | The Conquerors               | Caroline Ogden Standish         | Amerikansk omarbetad titel: Pioneer Builders                               |
| 1932 | Kärlekens kemi               | Daisy Sage                      | Brittisk titel: The Woman in His House, med Leslie Howard                  |
| 1933 | When Ladies Meet             | Claire Woodruff                 | Med Myrna Loy                                                              |
| 1933 | Double Harness               | Joan Colby                      | Med William Powell                                                         |
| 1933 | The Right to Romance         | Dr. Margaret "Peggy" Simmons    | Med Robert Young                                                           |
| 1934 | The Life of Vergie Winters   | Vergie Winters / Virginia Wood  |                                                                            |
| 1934 | The Fountain                 | Julie von Marwitz               |                                                                            |
| 1934 | The Hollywood Gad About      | Sig själv                       | Kortfilm                                                                   |
| 1935 | Biography of a Bachelor Girl | Marion Forsythe                 |                                                                            |
| 1935 | Enchanted April              | Mrs. Lotty Wilkins              |                                                                            |
| 1935 | The Flame Within             | Doktor Mary White               |                                                                            |
| 1935 | Peter Ibbetson               | Mary, hertiginnan av Towers     | Med Gary Cooper                                                            |
| 1936 | The Lady Consents            | Anne Talbot                     |                                                                            |
| 1936 | The Witness Chair            | Paula Young                     |                                                                            |
| 1937 | Love from a Stranger         | Carol Howard                    | Alternativ titel: A Night of Terror, med Basil Rathbone                    |
| 1942 | Ögon i natten                | Norma Lawry                     | Med Edward Arnold                                                          |
| 1943 | På uppdrag i Moskva'         | Mrs. Marjorie Davies            |                                                                            |
| 1943 | The North Star               | Sophia Pavlova                  | Amerikansk omklippt version: Armored Attack                                |
| 1944 | Nine Girls                   | Gracie Thornton                 |                                                                            |
| 1944 | Janie - alla tiders flicka   | Lucille Conway                  |                                                                            |
| 1945 | Those Endearing Young Charms | Mrs. Brandt (Kapten)            |                                                                            |
| 1946 | Janie Gets Married           | Lucille Conway                  |                                                                            |
| 1947 | It Happened on 5th Avenue    | Mary O'Connor                   |                                                                            |
| 1947 | Christmas Eve                | Faster Matilda Reed             | Amerikansk omarbetad titel: Sinner's Holiday                               |
| 1950 | The Magnificent Yankee       | Fanny Bowditch Holmes           | Med Louis Calhern                                                          |
| 1950 | Two Weeks with Love          | Katherine Robinson              |                                                                            |
| 1951 | The Unknown Man              | Stella Mason                    | Alternativ titel: The Bradley Mason Story                                  |
| 1956 | Mannen i grå kostymen        | Helen Hopkins                   | Med Gregory Peck och Jennifer Jones                                        |
| 1956 | I've Lived Before            | Mrs. Jane Stone                 |                                                                            |
| 1956 | Strange Intruder             | Mary Carmichael                 |                                                                            |

### TV-serier
| År   | Titel                             | Roll             | Notering                    |
| ---- | --------------------------------- | ---------------- | --------------------------- |
| 1955 | Crossroads                        | Hulda Lund       | 1 avsnitt                   |
| 1955 | Studio 57                         | Martha Halstead  | 1 avsnitt                   |
| 1956 | Front Row Center                  | Grammie          | 1 avsnitt                   |
| 1959 | The DuPont Show with June Allyson | Naomi            | 1 avsnitt, "Ruth and Naomi" |
| 1963 | The Defenders                     | Helen Bernard    | 1 avsnitt                   |
| 1963 | Burke's Law                       | Annabelle Rogers | 1 avsnitt                   |
| 1964 | Dr. Kildare                       | Mae Priest       | 1 avsnitt                   |
| 1965 | Ben Casey                         | Edith Sommers    | 1 avsnitt                   |